# Sault-Brénaz
Sault-Brénaz és un municipi francès situat al departament de l'Ain i a la regió d'Alvèrnia-Roine-Alps. L'any 2007 tenia 1.043 habitants.

## Demografia

### Població
El 2007 la població de fet de Sault-Brénaz era de 1.043 persones. Hi havia 440 famílies de les quals 128 eren unipersonals (68 homes vivint sols i 60 dones vivint soles), 148 parelles sense fills, 132 parelles amb fills i 32 famílies monoparentals amb fills.
La població ha evolucionat segons el següent gràfic:
Habitants censats

### Habitatges
El 2007 hi havia 521 habitatges, 441 eren l'habitatge principal de la família, 31 eren segones residències i 49 estaven desocupats. 329 eren cases i 191 eren apartaments. Dels 441 habitatges principals, 235 estaven ocupats pels seus propietaris, 198 estaven llogats i ocupats pels llogaters i 9 estaven cedits a títol gratuït; 11 tenien una cambra, 44 en tenien dues, 92 en tenien tres, 130 en tenien quatre i 163 en tenien cinc o més. 324 habitatges disposaven pel capbaix d'una plaça de pàrquing. A 208 habitatges hi havia un automòbil i a 183 n'hi havia dos o més.

### Piràmide de població
La piràmide de població per edats i sexe el 2009 era:
| Homes | Edats   | Dones |
| ----- | ------- | ----- |
| 0     | 95 o +  | 0     |
| 0     | 90 a 94 | 0     |
| 4     | 85 a 89 | 4     |
| 0     | 80 a 84 | 8     |
| 12    | 75 a 79 | 12    |
| 20    | 70 a 74 | 20    |
| 28    | 65 a 69 | 28    |
| 32    | 60 a 64 | 20    |
| 36    | 55 a 59 | 32    |
| 28    | 50 a 54 | 52    |
| 28    | 45 a 49 | 12    |
| 20    | 40 a 44 | 12    |
| 44    | 35 a 39 | 52    |
| 40    | 30 a 34 | 40    |
| 32    | 25 a 29 | 36    |
| 24    | 20 a 24 | 16    |
| 24    | 15 a 19 | 24    |
| 48    | 10 a 14 | 40    |
| 24    | 5 a 9   | 60    |
| 24    | 0 a 4   | 20    |

## Economia
El 2007 la població en edat de treballar era de 680 persones, 474 eren actives i 206 eren inactives. De les 474 persones actives 419 estaven ocupades (245 homes i 174 dones) i 55 estaven aturades (29 homes i 26 dones). De les 206 persones inactives 52 estaven jubilades, 46 estaven estudiant i 108 estaven classificades com a «altres inactius».

### Ingressos
El 2009 a Sault-Brénaz hi havia 458 unitats fiscals que integraven 1.056,5 persones, la mediana anual d'ingressos fiscals per persona era de 16.218 €.

### Activitats econòmiques
Dels 46 establiments que hi havia el 2007, 4 eren d'empreses extractives, 1 d'una empresa alimentària, 2 d'empreses de fabricació de material elèctric, 6 d'empreses de fabricació d'altres productes industrials, 11 d'empreses de construcció, 5 d'empreses de comerç i reparació d'automòbils, 2 d'empreses de transport, 1 d'una empresa d'hostatgeria i restauració, 2 d'empreses d'informació i comunicació, 2 d'empreses immobiliàries, 3 d'empreses de serveis, 3 d'entitats de l'administració pública i 4 d'empreses classificades com a «altres activitats de serveis».
Dels 16 establiments de servei als particulars que hi havia el 2009, 1 era una oficina de correu, 1 taller de reparació d'automòbils i de material agrícola, 1 paleta, 5 guixaires pintors, 2 fusteries, 1 empresa de construcció, 3 perruqueries, 1 restaurant i 1 agència immobiliària.
Dels 3 establiments comercials que hi havia el 2009, 1 era una botiga de més de 120 m², 1 una botiga de menys de 120 m² i 1 una peixateria.
L'any 2000 a Sault-Brénaz hi havia 4 explotacions agrícoles.

## Equipaments sanitaris i escolars
L'únic equipament sanitari que hi havia el 2009 era una farmàcia.
El 2009 hi havia una escola elemental.

## Poblacions més properes
El següent diagrama mostra les poblacions més properes.